# The Last Gunfighter Ballad
The Last Gunfighter Ballad è il trentaduesimo album in studio del cantante country statunitense Johnny Cash, pubblicato nel 1977 dalla Columbia Records. 

## Tracce
Tutti i brani sono di Johnny Cash tranne dove indicato.
1. I Will Dance with You – 2:49
2. The Last Gunfighter Ballad (Guy Clark) – 2:48
3. Far Side Banks of Jordan (Terry Smith) – 2:42 (con June Carter Cash)
4. Ridin' on the Cotton Belt – 3:25
5. Give It Away (Tom T. Hall) – 2:55
6. You're So Close to Me (Mac Davis) – 2:50
7. City Jail – 3:56
8. Cindy I Love You – 2:15
9. Ballad of Barbara – 3:49
10. That Silver-Haired Daddy of Mine (Gene Autry, Jimmy Long) – 2:54 (con Tommy Cash)